# Bulgarischer Fußball-Supercup

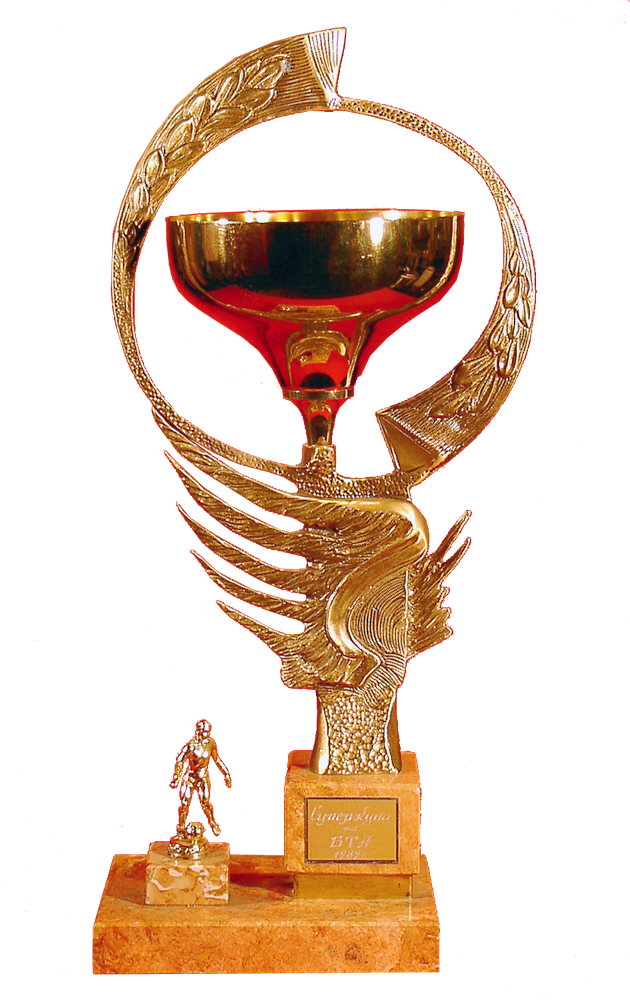
Supercup-Pokal 1989

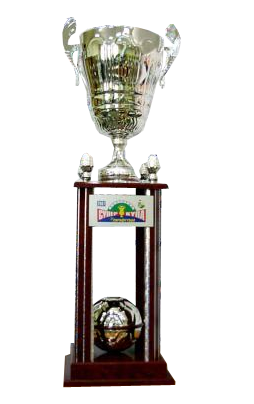
Supercup-Pokal 2007–2010

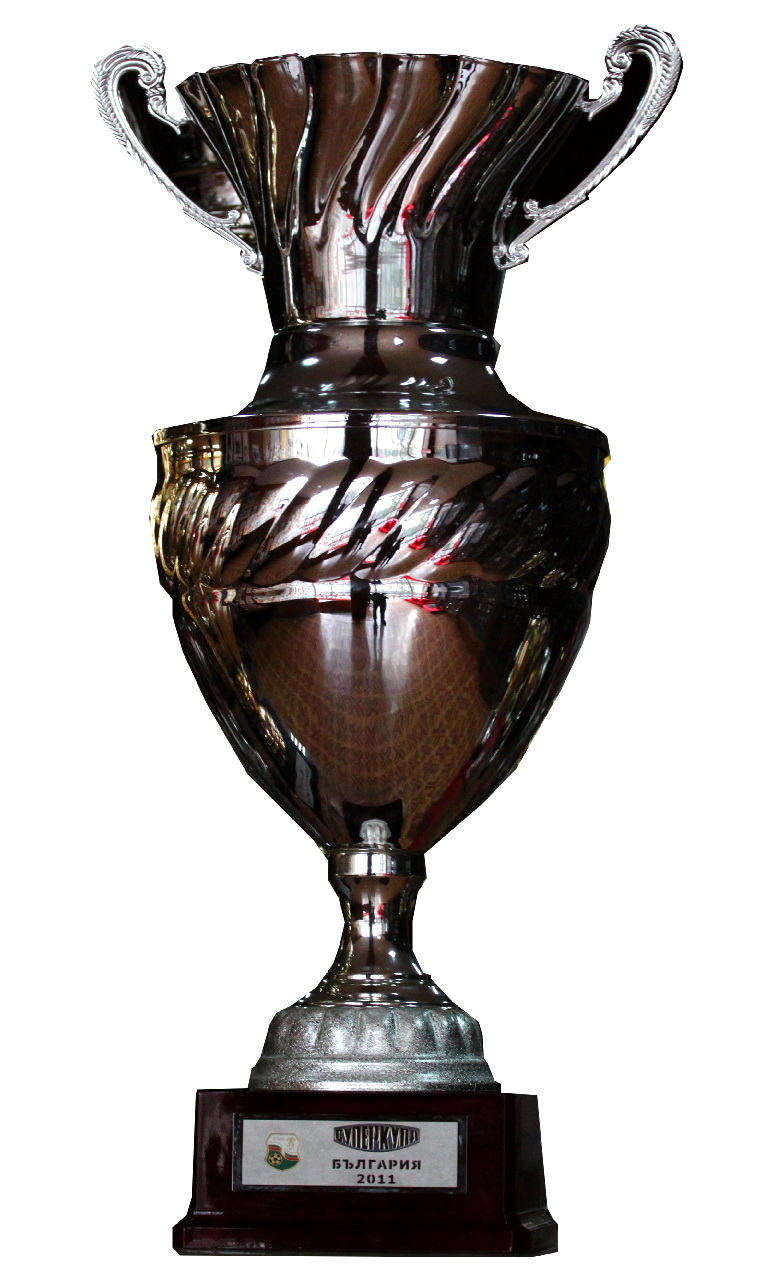
Supercup-Pokal seit 2011–2017

Der Bulgarische Fußball-Supercup (bulg.: Суперкупа на България) ist ein 1989 einmalig durchgeführter und 2004 wieder ins Leben gerufener Fußball-Wettbewerb zwischen dem Meister der ersten Liga und dem Sieger des Pokals. Ausrichter ist die Balgarska Profesionalna Futbolna Liga (BPFL). Das Spiel findet jeweils vor Beginn der neuen Saison statt.
Im Mai 2012 beschlossen der bulgarische Fußballverband und die BPFL, die Spiele des Supercups zwischen der Saison 2011/12 und 2014/15 im Lasur-Stadion in Burgas auszutragen.
Aktueller Titelträger ist Ludogorez Rasgrad. Rekordträger mit sieben Titeln ist Ludogorez Rasgrad, gefolgt von ZSKA Sofia mit vier Erfolgen.

## Die Spiele im Überblick
| Jahr | Austragungsort                       | Meister            | Ergebnis             | Pokalsieger/-finalist   |
| ---- | ------------------------------------ | ------------------ | -------------------- | ----------------------- |
| 1989 | Stadion des 9. September, Burgas     | ZFKA Sredez        | 1:0                  | FC Tschernomorez Burgas |
| 2004 | Lasur-Stadion, Burgas                | Lokomotive Plowdiw | 1:0                  | Litex Lowetsch          |
| 2005 | Wassil-Lewski-Nationalstadion, Sofia | ZSKA Sofia         | 1:1 n. V., 1:3 i. E. | Lewski Sofia            |
| 2006 | Wassil-Lewski-Nationalstadion, Sofia | Lewski Sofia       | 0:0 n. V., 0:3 i. E. | ZSKA Sofia              |
| 2007 | Wassil-Lewski-Nationalstadion, Sofia | Lewski Sofia       | 2:1 n. V.            | Litex Lowetsch          |
| 2008 | Wassil-Lewski-Nationalstadion, Sofia | ZSKA Sofia         | 1:0                  | Litex Lowetsch          |
| 2009 | Wassil-Lewski-Nationalstadion, Sofia | Lewski Sofia       | 1:0                  | Litex Lowetsch          |
| 2010 | Wassil-Lewski-Nationalstadion, Sofia | Litex Lowetsch     | 2:1 n. V.            | Beroe Stara Sagora      |
| 2011 | Lasur-Stadion, Burgas                | Litex Lowetsch     | 1:3                  | ZSKA Sofia              |
| 2012 | Lasur-Stadion, Burgas                | Ludogorez Rasgrad  | 3:1                  | Lokomotive Plowdiw      |
| 2013 | Wassil-Lewski-Nationalstadion, Sofia | Ludogorez Rasgrad  | 1:1 n. V., 3:5 i. E. | Beroe Stara Sagora      |
| 2014 | Lasur-Stadion, Burgas                | Ludogorez Rasgrad  | 3:1                  | Botew Plowdiw           |
| 2015 | Lasur-Stadion, Burgas                | Ludogorez Rasgrad  | 0:1                  | Tscherno More Warna     |
| 2016 |                                      | Ludogorez Rasgrad  | abgesagt             | ZSKA Sofia              |
| 2017 | Lasur-Stadion, Burgas                | Ludogorez Rasgrad  | 1:1, 4:5 i. E.       | Botew Plowdiw           |
| 2018 | Trace Arena, Stara Sagora            | Ludogorez Rasgrad  | 1:0                  | Slawia Sofia            |
| 2019 | Wassil-Lewski-Nationalstadion, Sofia | Ludogorez Rasgrad  | 2:0                  | Lokomotive Plowdiw      |
| 2020 | Huvepharma Arena, Rasgrad            | Ludogorez Rasgrad  | 0:1                  | Lokomotive Plowdiw      |
| 2021 | Wassil-Lewski-Nationalstadion, Sofia | Ludogorez Rasgrad  | 4:0                  | ZSKA Sofia              |
| 2022 | Wassil-Lewski-Nationalstadion, Sofia | Ludogorez Rasgrad  | 2:2, 4:3 i. E.       | Lewski Sofia            |
| 2023 | Iwajlo-Stadion, Weliko Tarnowo       | Ludogorez Rasgrad  | 1:1, 4:2 i. E.       | ZSKA 1948 Sofia         |
| 2024 | Christo-Botew-Stadion, Plowdiw       | Ludogorez Rasgrad  | 3:2                  | Botew Plowdiw           |
| 2025 | unbekannt                            | Ludogorez Rasgrad  | :                    | ZSKA Sofia              |

### Rangliste der Sieger
| Rang | Verein              | Siege | Jahr(e)                                        |
| ---- | ------------------- | ----- | ---------------------------------------------- |
| 1    | Ludogorez Rasgrad   | 8     | 2012, 2014, 2018, 2019, 2021, 2022, 2023, 2024 |
| 2    | ZSKA Sofia          | 4     | 1989, 2006, 2008, 2011                         |
| 3    | Lewski Sofia        | 3     | 2005, 2007, 2009                               |
| 4    | Lokomotive Plowdiw  | 2     | 2004, 2020                                     |
| 5    | Litex Lowetsch      | 1     | 2010                                           |
|      | Beroe Stara Sagora  | 1     | 2013                                           |
|      | Tscherno More Warna | 1     | 2015                                           |
|      | Botew Plowdiw       | 1     | 2017                                           |